# Химическая атака в Хан-Шейхуне
Инцидент с химическим оружием в Хан-Шейхуне произошёл 4 апреля 2017 года. Население сирийского города Хан-Шейхун (провинция Идлиб) было поражено боевыми отравляющими веществами.
В результате погибло не менее 89 человек, пострадало более 550 человек.
События в Хан-Шейхуне послужили поводом для ракетного удара ВМС США по авиабазе Эш-Шайрат, нанесённого 7 апреля.

## Обстоятельства атаки
По сообщению Мунзера Халила, являющегося главой здравоохранения Идлиба, авиаудар произошёл утром 4 апреля в 6:30 местного времени. Свидетели сообщили о появлении странного запаха, после чего появились видимые симптомы отравления.
В отличие от отравления хлором, в данной атаке погибло много людей, находившихся на улице. Не было типичного для хлора зелёного дыма. Характер поражений указывает на нервно-паралитические вещества и другие токсины. Другие симптомы включали холод в конечностях, снижение частоты сердечных сокращений, а также низкое кровяное давление.
Число погибших составило 72 человека по состоянию на 5 апреля.

## Ответственность

### Версия США
Госсекретарь США Рекс Тиллерсон в эфире американского телеканала CBS выразил мнение, что ответственность за поражение населения лежит на России, поскольку именно она в своё время взяла на себя ответственность за процесс уничтожения запасов химоружия в Сирии и гарантировала полное запрещение его производства. Со слов Тиллерсона:

[не так важно], была ли Россия соучастником, или её специалисты оказались некомпетентными, или же сирийское правительство их перехитрило — [в любом случае, российская сторона] не выполнила свои обязательства перед международным сообществом.

20 апреля глава военного ведомства США Джеймс Мэттис заявил, что Сирия якобы всё ещё хранит химическое оружие и нарушает международные договорённости.

### Российская версия
Представители российской стороны сообщили, что поражение ядовитыми веществами является результатом удара правительственных войск по военной химической фабрике.
Со слов российской стороны, объектом авиационного удара сирийских самолётов стал «большой склад оружия и боеприпасов террористов» на восточных окраинах города Хан-Шейхун. Согласно сообщению Минобороны РФ, по их данным объективного контроля, авиаудар произошёл 3 апреля 2017 года в 11:30-12:30 местного времени. Наблюдатели отмечают, что заявление российского министерства обороны о взрыве объекта, на котором производилось химическое оружие, не подкрепляется никакими разведывательными данными, хотя российские войска располагают техническими средствами, способными производить аэрофотосъёмку.
14 октября директор Департамента по вопросам нераспространения контроля над вооружениями МИД РФ Михаил Ульянов на основании фотографий пострадавших в результате инцидента в Хан-Шейхуне детей сделал вывод о том, что они «подверглись воздействию психотропных веществ». Михаил Ульянов также усомнился в том, что в Хан-Шейхуне была применена авиабомба.
Впоследствии, на основании заявления Госдепа США о применении химоружия группировкой «Хайят Тахрир аш-Шам» в провинции Идлиб российские представители сделали вывод о том, что американская сторона фактически признала вину группировки в химатаке.

## Реакция
В Министерстве иностранных дел России, со ссылкой на данные организации «Шведские врачи за права человека», назвали постановочными видеоматериалы химической атаки в Сирии, распространяемые западными СМИ. По словам официального представителя МИД РФ Марии Захаровой, «вся эта затея носит явно провокационный характер».
Военный эксперт Скотт Риттер заявил, что утверждения Организации по запрещению химического оружия (ОЗХО) относительно химической атаки в Хан-Шейхуне следует рассматривать как «фабрикацию» и «фальшивый флаг», полностью основанные на доказательствах, предоставленных Фронтом «Ан-Нусра», «Белыми касками» и Сирийско-американским медицинским обществом (SAMS). Он поддержал заявление журналиста Габбарда о том, что есть «доказательства того, что атаки могли быть организованы силами оппозиции с целью втянуть Соединённые Штаты и Запад в более глубокую войну», и заключил, что атаки на Габбарда в отношении Сирии свидетельствуют о «низкой планке, до которой опустилась сегодня американская журналистика».
7 апреля ВМС США нанесли ракетный удар по авиабазе Эш-Шайрат крылатыми ракетами «Томагавк» по приказу президента США Дональда Трампа. Дональд Трамп объявил данную акцию ответом на «применение химического оружия» в Хан-Шейхуне сирийскими войсками.

## Расследование
6 апреля Минздрав Турции сообщил, что согласно его экспертизе, у пострадавших было выявлено отравление нервно-паралитическим газом зарин.
6 апреля Организация по запрещению химического оружия (ОЗХО) заявила о начале расследования по делу о возможном применении химоружия в Cирии. Вывод был озвучен генеральным директором ОЗХО 20 апреля: при авиаударе 4 апреля в сирийском Идлибе использовался зарин или его аналог нервно-паралитического действия; данное заключение было сделано на основании проб, полученных от 10 жертв атаки, которые были проанализированы в четырёх лабораториях. В то же время расследование не было полным, так из опасения за собственную безопасность представители ОЗХО не посещали место применения отравляющего вещества в городе Хан-Шейхун, ввиду чего не были взяты пробы грунта (что является необходимым при проведении подобных расследований) на предмет наличия отравляющих веществ, а также не были изучены остатки боеприпасов, начинённых зарином или аналогичным нервно-паралитическим газом, якобы сброшенных ВВС САР. Тем не менее, основываясь лишь на косвенных доказательствах, 26 октября эксперты совместной миссии ООН и ОЗХО распространили в ООН доклад, в котором «с высокой вероятностью» возложили вину на сирийские власти за использование зарина 4 апреля 2017 года в Хан-Шейхуне.